# 戈爾德巴格 (肯塔基州)
戈爾德巴格（英語：Goldbug）是位於美國肯塔基州惠特利縣的一個非建制地區。

## 地理
戈爾德巴格所處的海拔為高於海平面342米（即1122英呎），而該地所採用的時區為UTC-5，即北美东部時區（EST）。同時該地設有夏令時間，為UTC-5調快一小時，即UTC-4（EDT）。